# مجلس الوزراء الكويتي 1967
مجلس الوزراء الكويتي 1967 أو الحكومة الكويتية السادسة أو حكومة جابر الأحمد الثانية هي الوزارة رقم 6 في تاريخ دولة الكويت منذ الاستقلال عام 1961، تشكّلت في تاريخ 4 فبراير 1967، برئاسة ولي العهد الكويتي - آنذاك - الشيخ جابر الأحمد الجابر الصباح، واستمرت حتى 26 يناير 1971.

## أعضاء مجلس الوزراء
- رئيس الوزراء: جابر الأحمد الصباح
- وزير الإرشاد والأنباء: جابر العلي السالم الصباح
- وزير العدل: خالد أحمد الجسار
- وزير الشؤون الاجتماعية والعمل: خالد أحمد جاسم المضف
- وزير الداخلية ووزير الدفاع: سعد العبد الله السالم الصباح
- وزير الخارجية: صباح الأحمد الجابر الصباح
- وزير البريد والبرق والهاتف: صالح عبد الملك الصالح
- وزير التجارة والصناعة: عبد الله الجابر الصباح
- وزير الأوقاف والشؤون الإسلامية: عبد الله مشاري الروضان
- وزير الكهرباء والماء: عبد الله أحمد السميط
- وزير المالية ووزير النفط: عبد الرحمن سالم العتيقي
- وزير الصحة العامة: عبد العزيز الفليج
- وزير الدولة لشؤون مجلس الوزراء: يوسف الرفاعي